# Philippe-Sylvain Tournyol-Duclos
Philippe-Sylvain Tournyol du Clos, né le 2 octobre 1729 à Guéret (Creuse), mort le 3 octobre 1803 à Guéret, est un administrateur et un député français.

## Biographie
Originaire d'Auvergne, la famille Tournyol se fixe en Marche au XVIe siècle et possède les seigneuries du Rateau, du Clos, du Boislamy, de Châteauclos, et de Mal Valeix. 
Fils de Guillaume Tournyol, sieur du Clos et de La Gorse, premier président au présidial de Guéret (1741-1747), et de Marie-Sylvie Coudert de La Paye, Philippe Tournyol est conseiller du roi quand il devient président de l'élection de Guéret après la mort de son père en 1747,. 
Receveur des fermes du roi, entreposeur des tabacs et contrôleur du dépôt des sels à Guéret, il est élu, le 24 mars 1789, député du tiers état par la sénéchaussée de la Haute-Marche aux États généraux, où il ne joue qu'un rôle effacé. Il prête le serment du Jeu de paume et vote avec la majorité patriote. 
Après l'élection de l'Assemblée législative, il rentre à Guéret et se retire de la vie publique. Il meurt en 1803 à Guéret. 

## Source partielle
- « Philippe-Sylvain Tournyol-Duclos », dans Adolphe Robert et Gaston Cougny, Dictionnaire des parlementaires français, Edgar Bourloton, 1889-1891 [détail de l’édition] (de Touchard à Tréhouart), p. 434.